# سيجوريور سيغوردسون
سيجوريور سيغوردسون هو منافس ألعاب قوى آيسلندي، ولد في 1914، وتوفي في 1982.

## وصلات خارجية
- سيجوريور سيغوردسون على موقع أوليمبيديا (الإنجليزية)